# Dagmar R. Henney

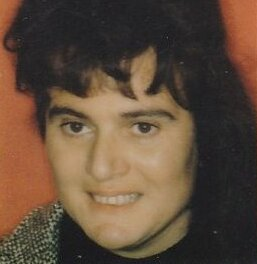
Dagmar R. Henney

Dagmar Renate Henney, genannt Reni, geb. Dagmar Renate Kirchner (* 6. Mai 1931 in Berlin; † 16. September 2023 in Lewes (Delaware)) war eine deutsch-amerikanische Mathematikerin und Hochschullehrerin.

## Leben
Dagmar Kirchner war die Tochter des Ingenieurs Georg Albert Kirchner (* 1903 in Hamburg) und dessen Ehefrau, der Laborantin Margot Henriette Hanna, geb. Philipp (* 1907 in Berlin). Ihre Mutter war Jüdin und wurde 1944 im Konzentrationslager Auschwitz ermordet.
Am Ende des Zweiten Weltkriegs floh Dagmar mit ihrem Vater nach Hamburg, besuchte dort das Gymnasium und machte Abitur.
1951 ermöglichte ihr ein Stipendium von B'nai B'rith das Studium in den Vereinigten Staaten an der University of Miami, das sie mit einem Bachelor of Science im Hauptfach Physik und den Nebenfächern Mathematik und Chemie abschloss. Es folgte ein Master-of-Science-Abschluss in reiner Mathematik. Hier lernte sie auch ihren Ehemann Alan G. Henney (1932–2002) kennen. 1956 erhielt sie die US-amerikanische Staatsbürgerschaft.
Das Ehepaar Henney zog mit dem Sohn Alan, Jr. nach Takoma Park bei Washington, D.C. Alan Henney arbeitete am Naval Ordnance Laboratory. 1965 wurde Dagmar Henney an der University of Maryland als erste Frau mit einem Doktor in reiner Mathematik promoviert. Sie erforschte insbesondere set-valued functions (mengenwertige Funktionen).

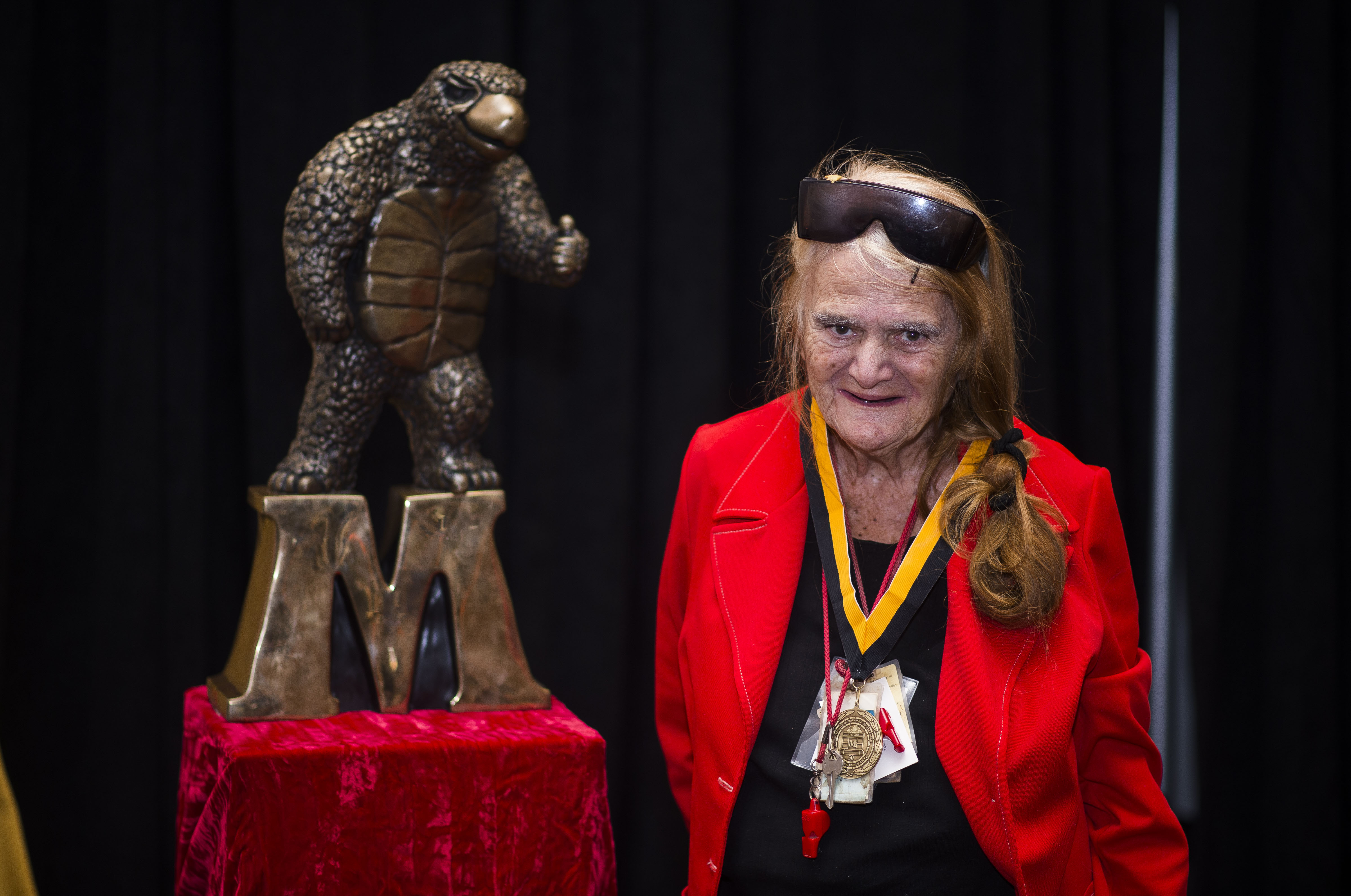
Dagmar Henney 2016 bei der Verleihung des50th Emeritus Alumni Society Medallion der University of Maryland

Bald nach ihrer Promotion erhielt Henney eine Professur an der George Washington University. Henney war Mitglied von Phi Beta Kappa und Mentorin von Pi Mu Epsilon.
Ihren Ruhestand verbrachte sie in Takoma Park und Rehoboth Beach.